# Carmo Bartoloni
Carmo Bartoloni (São Paulo, 23 de abril de 1956 - Curitiba, 7 de maio de 2018) foi um músico brasileiro. Foi percussionista, compositor e arranjador de M.P.B. (Música Popular Brasileira).
Foi professor de Percussão na Escola de Música e Belas Artes do Paraná  e entre suas composições, encontramos obras para  diferentes instrumentações.

## Obras
- Sevilha, composição para percussão corporal  [3].
- Estudo para a Mão Esquerda, para piano solo, dedicado à pianista Salete Chiamulera [4][5].
- Pulsações I, para dois percussionistas [6].

## Discografia
- ”Batuk Trio”